# 明东街道
明东街道，是中华人民共和国安徽省滁州市明光市下辖的一个乡镇级行政单位。

## 行政区划
明东街道下辖以下地区：
新塘村、魏岗村、唐郢村、抹山村和大纪村。